# I am the Editor
「I am the Editor（この映画のラストシーンは、ぼくにはつくれない）」（アイ・アム・ジ・エディタ―（このえいがのラストシーンは、ぼくにはつくれない））は、1980年7月21日に発売されたチューリップ通算17枚目のシングル。
なお、正確にはEditorのEの字が"E"となっている（テンプレートの表記を参照）。

## 解説
メンバー交代後、半年を経て発売された第2期初のシングルである（同年3月5日にはアルバム『THE LOVE MAP SHOP』が発売されている）。
なお、ジャケット写真は横並びのメンバーの写真が用いられているが（左から財津和夫、姫野達也、宮城伸一郎、安部俊幸、伊藤薫）、チューリップ加入後は髭を生やしていることの多かった伊藤が髭を生やしておらず、その点では珍しい写真である。
イントロが約53秒あり、その旨の注意書きが歌詞カード面には記載されていた。男女の恋愛の終わりを映画に例えた曲で、シンセサイザーと、サビのファルセットが特徴的である。
財津によると、シングル曲というよりは、ライブでどういう風に映るかに焦点を絞って作成したとのことで、実際、第2期から第3期前半にかけてしばしばライブ演奏された。両曲共にオリジナル・アルバムには未収録である。

## 収録曲
全曲作詞・作曲：財津和夫　編曲：チューリップ
1. I am the Editor（この映画のラストシーンは、ぼくにはつくれない）
2. The 21st Century Hobo